# Tau1 Gruis b
τ1 Gruis b (auch Tau1 Gruis b oder Tau1 Gruis b geschrieben) ist ein Exoplanet, der den gelben Zwerg τ1 Gruis alle 1311 Tage umkreist. Auf Grund seiner Masse wird angenommen, dass es sich um einen Gasplaneten handelt. Der Planet wurde von John Asher Jones et al. im Jahr 2002 mit Hilfe der Radialgeschwindigkeitsmethode entdeckt.

## Umlauf und Masse
Der Planet umkreist seinen Stern in einer Entfernung von ca. 2,6 Astronomischen Einheiten bei einer 
Exzentrizität von 0,07 und hat eine Mindestmasse von ca. 1,3 Jupitermassen (ca. 400 Erdmassen).